# Famotidină
Famotidina este un antihistaminic, antagonist al receptorilor H2, utilizat în tratamentul ulcerului gastroduodenal, al bolii de reflux gastroesofagian și al sindromului Zollinger-Ellison. Căile de administrare disponibile sunt orală și intravenoasă.
Medicamentul a fost patentat în 1979 și a început să fie disponibil comercial în 1985. În prezent, este disponibil ca medicament generic.

## Utilizări medicale
Famotidina este utilizată pentru reducerea producției acide gastrice, în următoarele cazuri:
- tratamentul ulcerului gastroduodenal activ
- tratamentul sindromului Zollinger-Ellison
- profilaxia recidivelor ulcerelor
- management-ul bolii de reflux gastroesofagian (BRGE)
- tratamentul medicamentos combinat pentru eradicarea infecției cu Helicobacter pylori (deși se preferă omeprazol)[14][15][16][17][18][19]

## Reacții adverse
Cele mai frecvente reacții adverse sunt: diaree sau constipație, somnolență, cefalee, vertij.